# تریساقان
تریساقان (به قزاقی: Terisaqqan) یک رود در قزاقستان است که در استان قراغندی واقع شده‌است.